# شک (مجموعه تلویزیونی)
شک یک مجموعه تلویزیونی آمریکایی درام حقوقی است که در تاریخ ۱۵ فوریه ۲۰۱۷ در سی‌بی‌اس عرضه شد و در تاریخ ۱۲ اوت ۲۰۱۷ به پایان رسید. این مجموعه توسط تونی پلیان و جوآن راتر ساخته شده‌است و ستاره آن کاترین هیگل در نقش اصلی «سادی الیس»، یک وکیل درخشان است که برای مشتریش (استیون پاسکوال)، یک جراح اطفال که اخیراً متهم به قتل دوست دخترش در ۲۴ سال قبل شده‌است کار می‌کند. در ماه مه ۲۰۱۶، سی‌بی‌اس این مجموعه را به منتشر کرده و به نمایش گذاشت.

## بازیگران و شخصیت‌ها
- کاترین هیکل به عنوان سدی الیس، وکیل مدافع در شرکت
- دوئل هیل به عنوان آلبرت کوب، بهترین دوست سدی و همکار او
- لارن کوکس به عنوان کامرون «کام» ویرث
- دراما واکر به عنوان تیفانی سیمون
- کوبی لیبیی به عنوان نیک برادی
- استیون پاسکال به عنوان ویلیام «بیلی» برنان، جراح برجسته ای است که متهم به قتل دوست دختر سابق خود، امی میرز است.
- الیوت گولد به عنوان ایزایا روث، وکیل برجسته در شهر نیویورک